# World Miss University
World Miss University (en coréen : 월드 미스 유니버시티) est un concours de beauté international organisé généralement à Séoul, en Corée du Sud. Ce concours existe depuis 1986. Cette année fut d'ailleurs nommée « L'année de la Paix » par l'organisation International Association of University Présidents.

## Lauréates
| Année | Nom de la gagnante        | Pays             | Lieu(x)             |
| ----- | ------------------------- | ---------------- | ------------------- |
| 1986  | Rosalie van Breemen       | Pays-Bas         | Séoul, Corée du Sud |
| 1987  | Choi Yun-hee              | Corée du Sud     | Séoul, Corée du Sud |
| 1988  | Kathryn Elizabeth Coonz   | États-Unis       | Séoul, Corée du Sud |
| 1989  | Priyadarshini Pradhan     | Inde             | Séoul, Corée du Sud |
| 1990  | Ekaterina Parfenova       | Union soviétique | Séoul, Corée du Sud |
| 1991  | Celeste Weaver            | États-Unis       | Séoul, Corée du Sud |
| 1992  | Heiðrún Anna Björnsdóttir | Islande          | Séoul, Corée du Sud |
| 1993  | Ewa Wachowicz             | Pologne          | Séoul, Corée du Sud |
| 1995  | Birgitta Ína Unnarsdóttir | Islande          | Séoul, Corée du Sud |
| 1996  | Laura García              | Espagne          | Séoul, Corée du Sud |
| 1997  | Jang Jie-hun              | Corée du Sud     | Séoul, Corée du Sud |
| 2000  | Renatan Fan               | Brésil           | Séoul, Corée du Sud |
| 2001  | Eleni Pechlivanidi        | Grèce            | Séoul, Corée du Sud |
| 2003  | Ayusha Shrestha           | Népal            | Séoul, Corée du Sud |
| 2004  | Julija Djadenko           | Lettonie         | Shenzhen, Chine     |
| 2005  | Jade Collins              | Nouvelle-Zélande | Séoul, Corée du Sud |
| 2006  | Cristiana Frixione        | Nicaragua        | Séoul, Corée du Sud |
| 2007  | Aleksandra Plemic,        | Allemagne        | Séoul, Corée du Sud |
| 2008  | Sarnai Amar               | Mongolie         | Shenzhen, Chine     |
| 2009  | Cho Eun-ju                | Corée du Sud     | Séoul, Corée du Sud |
| 2010  | Katie Farr                | Royaume-Uni      | Séoul, Corée du Sud |
| 2011  | Siria Ysabel Bojorquez    | États-Unis       | Séoul, Corée du Sud |
| 2012  | Mia Hasanagic             | Danemark         | Séoul, Corée du Sud |
| 2014  | Karina Jiménez            | Mexique          | Séoul, Corée du Sud |
| 2016  | Kelly Rivera Kroll        | Pérou            | Pékin, Chine        |

## Galerie

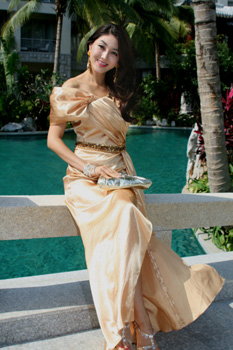
Cho Eun-ju, World Miss University 2009.
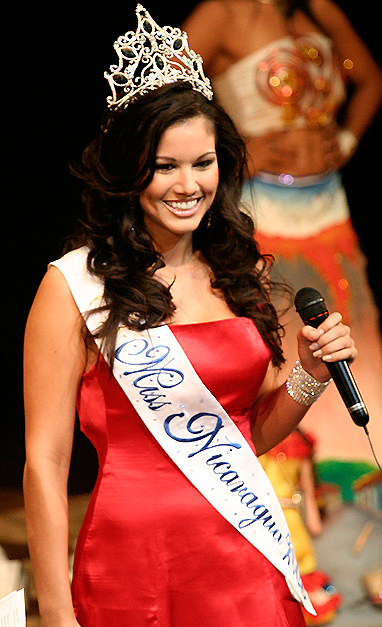
Cristiana Frixione, World Miss University 2006.
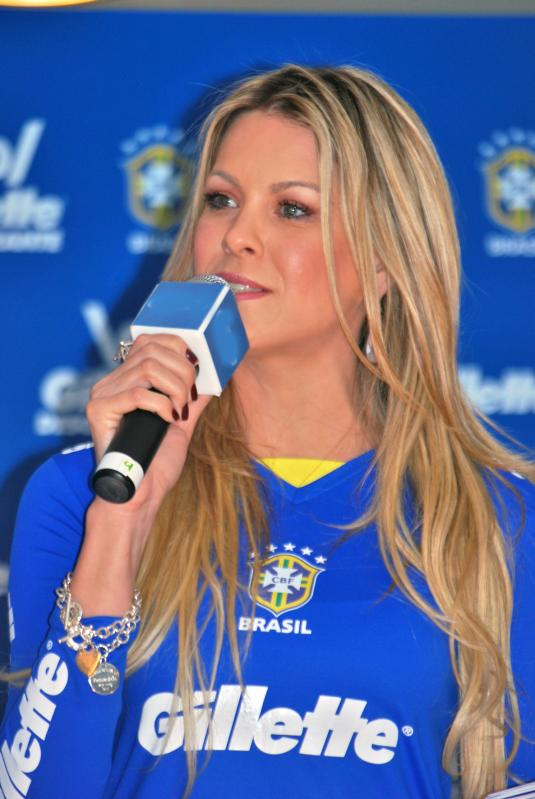
Renata Fan, World Miss University 2000.
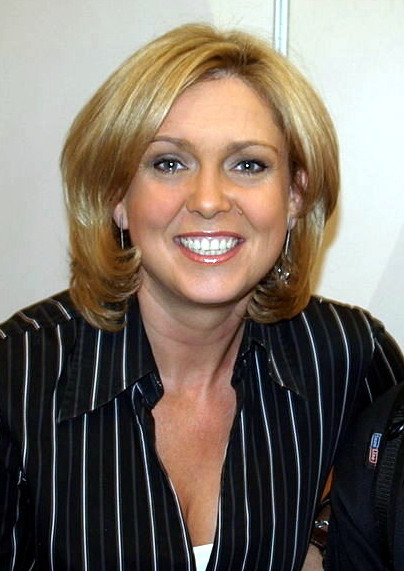
Ewa Wachowicz, World Miss University 1993.

## Nombres de gagnantes par pays
| Pays             | Titres | Années           |
| ---------------- | ------ | ---------------- |
| États-Unis       | 3      | 1988, 1991, 2011 |
| Corée du Sud     | 3      | 1987, 1997, 2009 |
| Islande          | 2      | 1992, 1995       |
| Pérou            | 1      | 2016             |
| Mexique          | 1      | 2014             |
| Danemark         | 1      | 2012             |
| Royaume-Uni      | 1      | 2010             |
| Mongolie         | 1      | 2008             |
| Allemagne        | 1      | 2007             |
| Nicaragua        | 1      | 2006             |
| Nouvelle-Zélande | 1      | 2005             |
| Lettonie         | 1      | 2004             |
| Népal            | 1      | 2003             |
| Grèce            | 1      | 2001             |
| Brésil           | 1      | 2000             |
| Espagne          | 1      | 1996             |
| Pologne          | 1      | 1993             |
| Union soviétique | 1      | 1990             |
| Inde             | 1      | 1989             |
| Pays-Bas         | 1      | 1986             |